# Davy Cunningham

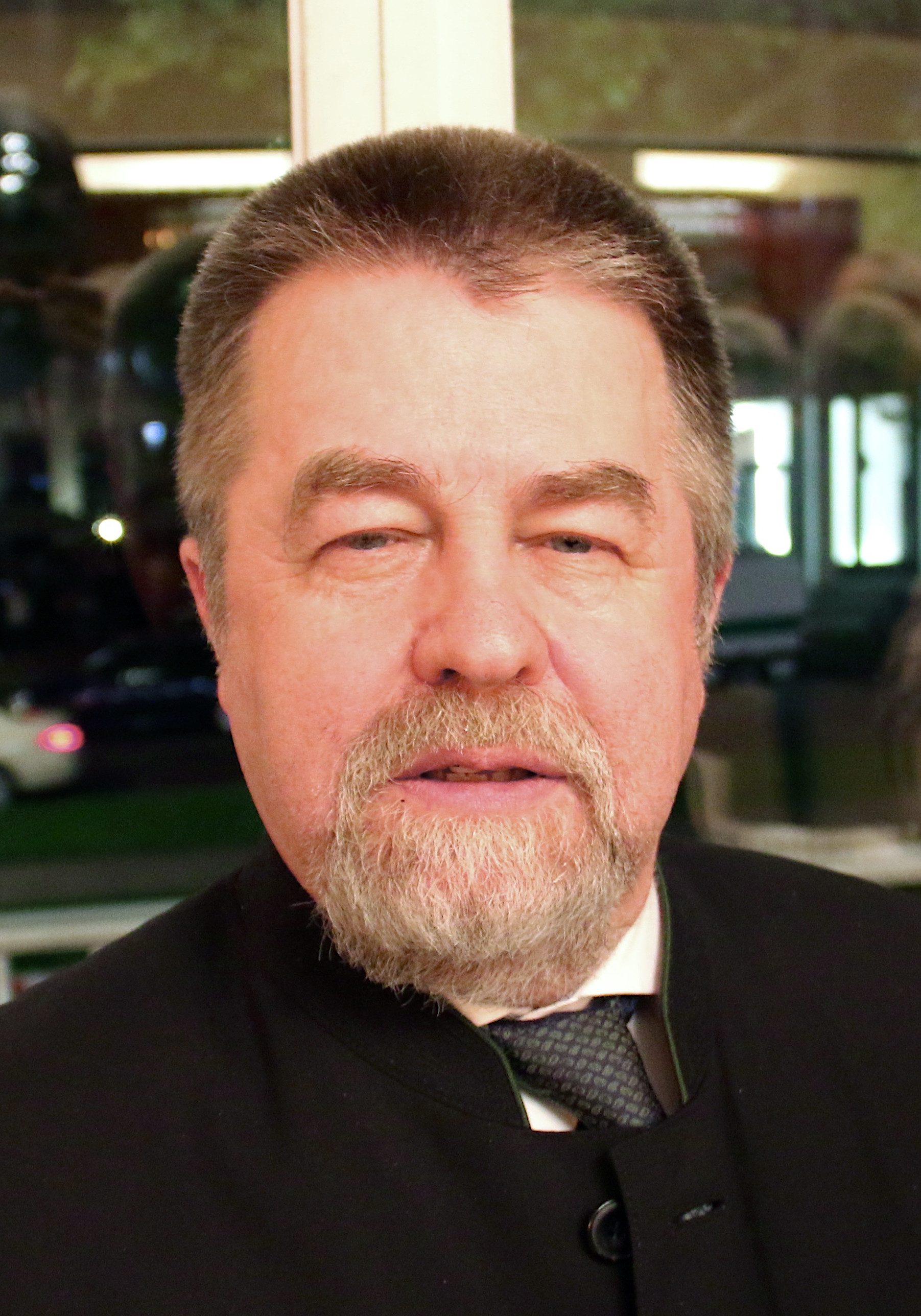
Davy Cunningham, 2017

Davy Cunningham (geboren in Schottland) ist ein schottischer Lichtdesigner, der an bedeutenden Opernhäusern arbeitet.

## Leben
Cunningham studierte zunächst Philosophie an der University of Stirling, ehe er sich 1985 dem Lichtdesign für Schauspiel und Oper widmete. Cunningham verantwortete die Lichtgestaltung für bislang über 250 Bühnenproduktionen weltweit. Er ist Preisträger der Bohuslav-Martinů-Gesellschaft in der Tschechischen Republik. Im Schauspiel arbeitete er für eine Reihe von Produktionen im Londoner West End (beispielsweise für Ivanov oder Much Ado about Nothing), weiters für Royal Shakespeare Company (für The Taming of the Shrew) und National Theatre in London, für Abbey und Gate in Dublin, sowie für The Druid in Galway.
Im Musiktheater waren seine ersten Engagements ebenfalls in London: Am Royal Opera House Covent Garden übernahm er das Lichtdesign für Bohuslav Martinůs Griechische Passion, an der English National Opera für Manon Lescaut, Nabucco und A Mid Summer Night's Dream. Es folgte eine internationale Laufbahn, die ihn an die Staatsopern von München und Berlin führte, nach Essen und Leipzig, an die Metropolitan Opera in New York, an die De Nederlandse Opera in Amsterdam und ans Theatre Royal de la Monnaie in Brüssel, an die Opéra National de Paris (für Manon Lescaut) und an die Opéra de Monaco (für den Rosenkavalier), sowie ans Istanbul International Music Festival, in dessen Rahmen er das Licht für Die Entführung aus dem Serail im Topkapı-Palast gestaltete. Weiters war bzw. ist Cunningham an folgenden Opernhäusern tätig: Antwerpen, Barcelona, Basel, Belgrad, Bologna, Brüssel, Frankfurt, Göteborg, Hamburg, Kopenhagen, Lausanne, Los Angeles, Lyon, Mannheim, Montpellier, Nancy, Oslo, Sydney und Wien.
Eine regelmäßige Zusammenarbeit verbindet den Lichtdesigner seit mehr als 25 Jahren mit den Bregenzer Festspielen, die während der Intendanz von Alfred Wopmann begann, mehrere gemeinsame Produktionen mit David Pountney umfasste und während der Intendanz von Elisabeth Sobotka fortgesetzt wurde.

## Produktionen bei den Bregenzer Festspielen
Ohne Anspruch auf Vollständigkeit
- 1989–90: Der fliegende Holländer, Spiel auf dem See, Regie: David Pountney
- 1993–94: Nabucco, Spiel auf dem See, Regie: David Pountney
- 1995–96: Fidelio, Spiel auf dem See, Regie: David Pountney
- 1999: Griechische Passion von Bohuslav Martinů, Festspielhaus, Regie: David Pountney
- 2007–08: Tosca, Spiel auf dem See, Regie: Philipp Himmelmann
- 2011–12: Andrea Chénier, Spiel auf dem See, Regie: Keith Warner
- 2013: Der Kaufmann von Venedig, Oper von André Tchaikowsky, Festspielhaus, Regie: Keith Warner
- 2015–16: Turandot, Spiel auf dem See, Regie: Marco Arturo Marelli